# ジュリエット・フィドン＝ルブルー
ジュリエット・フィドン=ルブルー（Juliette Fidon-Lebleu、1996年10月28日 - ）は、フランスの女子バレーボール選手。フランス代表。

## 来歴

### クラブチーム
アミアン出身。2013年、France Avenir 2024へ入団。2015年、アメリカ合衆国のアーカンソー大学へ進学したが、行政上の問題でフランスへ帰国することを余儀なくされた。2016年、Évreux VBへ加入し1年間プレーした。2017年、Béziers Volleyへ移籍し、2017/18シーズンのフランス国内リーグで優勝を果たした。2019/20シーズンはポーランドのIŁ Capital Legionovia Legionowoでプレーし、タウロンリーガで4位となった。2020年6月、KS DevelopRes Rzeszówへの移籍が発表され、2020/21シーズンのタウロンリーガで準優勝した。2021年8月、ギリシャのPAOKへ移籍することが発表され、2021/22シーズンのギリシャリーグでは3位となった。2022年、VfB Suhl Lotto Thüringenと契約し、1年間プレーした。2023年7月、ドレスナーSCと契約し、2023/24シーズン途中からフランスのRCカンヌへ加入した。

### 代表チーム
アンダーカテゴリーの代表として2013年、U-18欧州選手権に出場した。2017年、シニア代表に初選出され、同年のヨーロッパリーグでデビュー。同年のワールドグランプリからは代表チームの主将を務めた。2019年、欧州選手権に出場した。

## 球歴
- ワールドグランプリ - 2017年
- 欧州選手権 - 2019年

## 所属クラブ
- France Avenir 2024（2013-2014年）
- アーカンソー大学（2015-2016年）
- Évreux VB（2016-2017年）
- Béziers Volley（2017-2019年）
- IŁ Capital Legionovia Legionowo（2019-2020年）
- KS DevelopRes Rzeszów（2020-2021年）
- PAOK（2021-2022年）
- VfB Suhl Lotto Thüringen（2022-2023年）
- ドレスナーSC（2023-2024年）
- RCカンヌ（2024年-）